# Shaq Thompson
Shaquille Green-Thompson, detto Shaq (Sacramento, 21 aprile 1994), è un giocatore di football americano statunitense che milita nel ruolo di outside linebacker per i Carolina Panthers della National Football League (NFL).

## Carriera universitaria
Dopo aver giocato a football per la Grant Union High School, ai tempi della quale si cimentò in varie discipline dell'atletica leggera oltre che nel football americano, sport nel quale giocò da safety e da running back collezionando nell'anno da junior 1.882 yard e 25 touchdown su corsa in 164 portate e nell'anno da senior 1.134 yard e 15 touchdown su corsa in 120 portate, Thompson fu elencato al 1º posto tra i migliori prospetti della nazione nel ruolo di safety ed al 4º tra tutti i prospetti della nazione in generale da Rivals.com. Egli ricevette quindi proposte per una borsa di studio da ben 12 atenei della nazione, tra cui Arizona State, Notre Dame ed Oregon che furono gli unici 3 che visitò, ma alla fine optò per Washington.

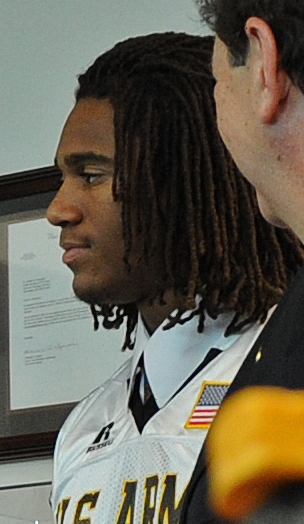
Thompson nel 2011

Thompson in quegli anni si confermò inoltre un giocatore particolarmente eclettico, tanto che cimentandosi anche in un terzo sport, il baseball, venne selezionato nel 18º giro del Draft MLB 2012 dai Boston Red Sox. Tuttavia, inserito nella squadra affiliata a Boston nella Gulf Coast League, Thompson conseguì risultati altamente deludenti (0-39 con 37 strikeout in 13 partite) che lo spinsero a concentrarsi esclusivamente sul football americano a livello collegiale.
Nella stagione da freshman, fu titolare già nel primo incontro della stagione, nel quale fu schierato come nickel back contro San Diego State. In questo ruolo Thompson giocò tutte le restanti 12 partite della stagione, totalizzando complessivamente 74 tackle (di cui 8,5 con perdita di yard e 2 sack), 3 intercetti (ritornati per un totale di 36 yard) ed un fumble recuperato. Al termine della stagione fu inserito nel Second team Freshman All-American e ricevette una menzione onorevole All-Pac-12.
L'anno seguente, fu spostato nel ruolo di linebacker, ruolo nel quale fu titolare in tutti gli incontri della stagione ad eccezione di quello contro Washington State, nel quale fu ancora una volta schierato come nickel back. Chiuse la stagione con 78 tackle (di cui 4 con perdita di yard e 0,5 sack) ed un intercetto (ritornato per 80 yard in touchdown), che gli valsero una seconda menzione onorevole All-Pac-12 consecutiva. Nella stagione 2014 Thompson fu impiegato per la prima volta a livello collegiale anche nel ruolo di running back, nel quale corse per 456 yard e 2 touchdown in 61 portate. Nello stesso tempo continuò tuttavia anche ad essere impiegato con regolarità in difesa, dove mise a segno altri 4 touchdown (uno su ritorno intercetto e 3 su ritorno di fumble), 81 tackle (di cui 2,5 tackle con perdita di yard ed un sack), un intercetto, 3 fumble forzati e 4 recuperati. Al termine della stagione fu inserito nel First team All-American e nel First team All-Pac-12 da numerosi media oltre che nominato vincitore della quinta edizione del Paul Hornung Award, che individua a livello nazionale il miglior giocatore versatile della stagione collegiale.
Vittorie e riconoscimenti
- Fight Hunger Bowl (2013)
- Paul Hornung Award (2014)
- First team All-American (2014)
- First team All-Pac-12 (2014)
- Menzione onorevole All-Pac-12 (2012, 2013)
- Second team Freshman All-American (2012)

Statistiche al college
|          |                    |    | Corse | Corse | Corse | Corse | Corse | Corse | Ricezioni | Ricezioni | Ricezioni | Ricezioni | Ricezioni | Ricezioni | Totale | Totale |
| Stagione | Squadra            | P  | Ten   | Yard  | Media | Max   | TD    | Y/P   | Ric       | Yard      | Media     | Max       | TD        | Y/P       | Scrim  | TDT    |
| -------- | ------------------ | -- | ----- | ----- | ----- | ----- | ----- | ----- | --------- | --------- | --------- | --------- | --------- | --------- | ------ | ------ |
| 2012     | Washington Huskies | 13 | 0     | 0     | 0     | 0     | 0     | 0     | 0         | 0         | 0         | 0         | 0         | 0         | 0      | 0      |
| 2013     | Washington Huskies | 13 | 0     | 0     | 0     | 0     | 0     | 0     | 0         | 0         | 0         | 0         | 0         | 0         | 0      | 0      |
| 2014     | Washington Huskies | 14 | 61    | 456   | 7,5   | 57    | 2     | 32,6  | 4         | 56        | 14        | 41        | 0         | 4,0       | 512    | 2      |
| Totale   | Totale             | 40 | 61    | 456   | 7,5   | 57    | 2     | 11,4  | 4         | 56        | 14        | 41        | 0         | 1,4       | 512    | 2      |

Fonte: NCAA.org

## Carriera professionistica

### Carolina Panthers
Thompson era considerato uno dei migliori linebacker selezionabili nel Draft NFL 2015 ed era inserito tra i prospetti che avrebbero potuto essere selezionati durante il primo giro. Il 30 aprile fu scelto come 25º assoluto dai Carolina Panthers ed 8 giorni dopo siglò il suo primo contratto da professionista, un quadriennale (con opzione per il quinto anno) a circa 8,8 milioni di dollari di cui circa 7,1 garantiti alla firma. Debuttò come professionista partendo come titolare nella gara del primo turno contro i Jacksonville Jaguars. Il primo sack lo mise a segno su Luke McCown dei New Orleans Saints nella settimana 3. La sua prima stagione regolare si concluse con 50 tackle in 14 presenze, di cui 10 come partente. A fine anno partì come titolare nel Super Bowl 50, dove i Panthers furono sconfitti per 24-10 dai Denver Broncos.

## Palmarès

### Franchigia
- National Football Conference Championship: 1

Carolina Panthers: 2015

## Statistiche
| Partite totali      | 14  |
| Partite da titolare | 10  |
| Tackle totali       | 50  |
| Sack                | 1,0 |
| Intercetti          | 0   |
| Fumble forzati      | 0   |

Statistiche aggiornate alla stagione 2015